# Сохо (Лондон)
Вижте пояснителната страница за други значения на Сохо.
Сохо (на английски: Soho) е квартал в центъра на Уест Енд в Лондон, Англия. Това е район от приблизително една квадратна миля.

## История
Районът, където сега е Сохо е бил фермерска земя – пасище до 1536, когато е иззет от Хенри VIII за кралски парк за Двореца Уайтхол. Същото име Сохо за първи път се появява през 17 век. Предполага се, че името произхожда от стария ловен вик ‘soho!’ (Сохо! Ето я лисицата!, и т.н.). Алтернативно предположение е, че името произлиза от съкращението на Самърсет Хаус (Somerset House), голям дворец, който се намира на юг от улица Странд, построен през 1547.
През 60-те години на 17 век Короната дава Полетата Сохо на Henry Jermyn, граф на St. Albans. Той отдава под наем 19 от общо 22 акра на Joseph Girle, който веднага щом получава разрешение да строи там, незабавно отстъпил договора си за наем и разрешителното на зидаря Richard Frith през 1677, който започва развитието на района. През 1698 Уилиам III освобождава от феодални задължения по-голямата част от района в полза на Уилиам, граф на Портланд. В същото време южната част на Сохо е разпродадена от короната на парцели през 16-и и 17 век.
Въпреки най-добрите намерения на земевладелци като графовете на Leicester и на Портланд да развият земята, имигранти, като например френските Хугеноти, се заселили в областта, и тя никога не станала желано място за богатите.
Въпреки това, част от чара на Сохо е именно това, че е бил пренебрегван и неразвиван. До средата на 18 век всички аристократи, които са живеели в района са се изнесли като на тяхно място са започнали да се заселват предимно хора на изкуството.
До средата на 19 век всички уважавани семейства са се махнали, а проститутки, музикални зали и малки театри са се появили. В началото на 20 век там се събира смесица от чужди националности, отварят се евтини заведения за хранене и става модно място за хранене за интелектуалци, писатели и артисти.
От 1930 до началото на 60-те години на 20 век, ако вярваме на легендите за Сохо, кръчмите в квартала се препълват всяка вечер с пияни писатели, поети и артисти, много от които изобщо не изтрзняват за да имат някакъв успех.

## Джон Сноу
Важно събитие в историята на общественото здравеопазване е било изследването на епидемията на холера в Сохо от д-р Джон Сноу. Той установил, че причината за епидемията е водна помпа на улица Бродуик (Broadwick Street). Сноу забранява използването на помпата и така слага край на епидемията. Точно копие на помпата, с паметна плоча, сега се намира в близост до мястото, където е била истинската помпа до кръчмата „Джон Сноу“.

## Бохемското Сохо
Сохо е малък, мултикултурен район в централен Лондон, който е дом на индустрията, търговията, културата и забавлението, както и жилищен район и за богати и за бедни. В продължение на векове е приютявал вълни от имигранти.
Сохо е известен с многото си клубове, кръчми, барове и ресторанти, а така също и отворени до късно кафенета, които придават на улиците чувство за „отворено цяла нощ“ през почивните дни, а да не забравяме и редицата секс магазини разпръснати тук-там. През повечето уикенди в Сохо е толкова натоварено, че в средата на 90-те се е наложило затварянето на някои улици за автомобили. По-късно тази мярка е премахната, най-вероятно поради оплакванията на някои местни бизнесмени, че търпят загуби.
Сохо също така е известен като дом на най-голямата гей общност в Лондон. Районът е привличал гейове в продължение на много години, като това важи най-вече за началото на 90-те години. Сега там има множество гей барове. На 30 април 1999 кръчмата Адмирал Дънкан на Old Compton Street, която е посещавана предимно от гей общността, търпи известни поражения от бомба, поставена от нео-нациста David Copeland. Трима загиват, двама от които са били хетеросексуални, а 30 са ранени.
Китайският квартал се намира на улица Gerrard и представлява смесица от компании занимаващи се с внос и ресторанти (включително Lee Ho Fook's, станал известен от песента на Warren Zevon „Werewolves of London“). няколко улични фестивала се състоят тук през годината, като най-забелжвителния е на Китайската Нова Година.
На деня на Свети Валентин през 2006 започна нова кампания, имаща за цел да привлече бизнеса обратно в сърцето на Сохо. Кампанията под надслов „Обичам Сохо“, е стартирана в бар Raymond Revue, в присъствието на знаменитости като Charlotte Church, Amy Winehouse и Paris Hilton и е подкрепена от кмета на Лондон Ken Livingstone.

## Театър и филмова индустрия
Сохо е близо до сърцето на Лондонската театрална област и е център на независимата филмова и видео индустрия, така както и на телевизионната и филмова пост-продукционна индустрия. Тук се намира Soho Theatre, построен през 2000 г. с цел да представя нови постановки.

## Сохо и секс индустрията
Сохо има репутацията, че е сърцето на Лондонската секс индустрия през последните най-малко 200 години, но това се е увеличило през последните 50 години.
През 50-те години в района вече има няколко публични домове, а до 1970 г. вече има над 250 нелицензирани секс магазина, кина и незаконни барове, голям брой публични домове и много проститутки на свободна практика, които се предлагат или на улицата, или стоейки по стълбищата с врати отворени към улицата. По това време в полицията е имало няколко случая на корумпирани полицаи, замесени в организираната престъпност в района.
През 1980 г. прочистването на полицията, заедно със затягането на контрола върху лицензите, довежда до пропукване на тези незаконни организации. Все още няколко стриптийз клуба в района предлагат на клиентите си безумно скъпи питиета и еротични забавления. Проституцията е все още широко разпространена в някои части на Сохо и има постоянен проблем с нарко разпространението по ъглите на улиците.
Въпреки всичко Сохо никога не е губил постоянните си жители; тук се намира и началното училище „Сохо“, което посещават местните деца. Сохо е толкова разнообразен и космополитен район, че в по-голямата му част секс индустрията не е много явна. Дори на тези улици, където е развита секс търговията, видимите демонстрации за случайния минувач са скромни в сравнение с много райони с „червени фенери“ навсякъде другаде по света.